# Frontinellina frutetorum
Frontinellina frutetorum är en spindelart som först beskrevs av Carl Ludwig Koch 1834.  Frontinellina frutetorum ingår i släktet Frontinellina och familjen täckvävarspindlar. Inga underarter finns listade i Catalogue of Life.